# Life Is a Cabaret! - The Very Best of Liza Minnelli
Life Is a Cabaret! - The Very Best of Liza Minnelli é uma coletânea musical da cantora e atriz estadunidense Liza Minnelli. Lançada em 2002, é a segunda compilação de sucessos de Minnelli, da gravadora Columbia Records, após 16 Biggest Hits, de 2000.
Segundo John Bush, do site AllMusic, a vasta discografia de Minnelli sempre foi um desafio para construir uma compilação abrangente de seus maiores sucessos, pois esbarravam em um obstáculo: seu material estava espalhado por várias gravadoras, o que tornava uma coleção com suas canções mais marcantes um trabalho comercialmente inviável e burocrático.
A lista de faixas de Life Is a Cabaret! - The Very Best of Liza Minnelli concentra-se em fonogramas de Minnelli lançados entre 1970 e 1995, pelas gravadoras A&M, Columbia, CBS e Epic, mais especificamente dos álbuns: New Feelin' (1970), Liza with a Z (1972), The Singer (1973), Live at the Winter Garden (1974), Results (1989) e Live from Radio City Music Hall (1992).
Também foram incluídas canções anteriormente lançadas apenas em singles, tais como: "My Own Best Friend" e "All that Jazz", trilha do musical da Broadway Chicago, no qual Minnelli assumiu o papel de Roxie Hart, enquanto a estrela Gwen Verdon estava em repouso vocal, "More Than I Like You" e "Harbour" (Lado A e lado B do mesmo compacto simples, de 1974) e "The Day After That", de 1993, cuja arrecadação foi destinada a angariar fundos para a American Foundation for AIDS Research.

## Recepção crítica
| Críticas profissionais | Críticas profissionais |
| Avaliações da crítica  | Avaliações da crítica  |
| Fonte                  | Avaliação              |
| ---------------------- | ---------------------- |
| The Times              | Desfavorável           |

As resenhas dos críticos especializados em música foram desfavoráveis.
Escrevendo para o jornal inglês The Times, David Sinclair escreveu que Minnelli tem uma tendência a exagerar em suas performânces e que isso fica nítido na coletânea, que segundo ele, traz canções já costumeiras em compilações da cantora, tais como: "Maybe This Time", "Liza with a Z", "Cabaret" e "Losing My Mind".

## Desempenho comercial
O álbum marcou a primeira vez em que Minnelli apareceu na parada de sucesso de álbuns do Reino Unido, a UK Albums Chart, desde 1996, quando seu álbum Gently passou duas semanas na tabela (em 6 e 13 de julho de 1996). Life is a Cabaret - The Very Best of Liza Minnelli atingiu a posição de número 77, em 13 de abril de 2002, sua única aparição na parada.

## Lista de faixas
- Créditos adaptados do CD Life Is A Cabaret! - The Very Best Of Liza Minnelli, de 2002.[20]

| N.º | Título                                      | Compositor(es) | Álbum                                   | Duração |  |
| 1.  | "All That Jazz"                             |                | Chicago soundtrack                      | 3:04    |  |
| 2.  | "New York, New York"                        |                | Live from Radio City Music Hall         | 5:38    |  |
| 3.  | "Say Liza (Liza With A "Z")"                |                |                                         | 3:15    |  |
| 4.  | "Maybe This Time"                           |                | New Feelin'                             | 2:47    |  |
| 5.  | "God Bless The Child"                       |                | New Feelin'                             | 2:57    |  |
| 6.  | "Ring Them Bells"                           |                | Liza with a Z                           | 5:16    |  |
| 7.  | "Losing My Mind"                            |                | Results                                 | 4:08    |  |
| 8.  | "Shine On Harvest Moon"                     |                | Live at the Winter Garden               | 3:35    |  |
| 9.  | "My Own Best Friend"                        |                | Chicago soundtrack                      | 3:10    |  |
| 10. | "Some People"                               |                | Live at the Winter Garden               | 3:19    |  |
| 11. | "Quiet Thing"                               |                | Live at the Winter Garden               | 4:34    |  |
| 12. | "Harbour"                                   |                | More Than I Like You / Harbour (single) | 3:15    |  |
| 13. | "Love Pains"                                |                | Results                                 | 4:11    |  |
| 14. | "You're So Vain"                            |                | The Singer                              | 3:28    |  |
| 15. | "More Than I Like You"                      |                | More Than I Like You / Harbour (single) | 2:57    |  |
| 16. | "Dancing In The Moonlight"                  |                | The Singer                              | 3:18    |  |
| 17. | "Mr. Emery Won't Be Home"                   |                | Mr. Emery Won't Be Home (single)        | 2:48    |  |
| 18. | "Here I'll Stay / Our Love Is Here To Stay" |                | Live from Radio City Music Hall         | 5:30    |  |
| 19. | "The Day After That"                        |                | The Day After That (single)             | 4:00    |  |
| 20. | "Cabaret"                                   |                | Live at the Winter Garden               | 4:01    |  |

## Tabelas

### Tabelas semanais
| Tabela musical (2002)         | Melhor posição |
| ----------------------------- | -------------- |
| Reino Unido (UK Albums Chart) | 77             |